# Roger Guindon
Roger Guindon (26 de setembro de 1920 – 17 de novembro de 2012) foi um padre canadense e ex-administrador universitário.
Nascido em Ville-Marie, Quebec, foi ordenado sacerdote em 1946. Ele ingressou na Universidade de Ottawa como professor na Faculdade de Teologia e mais tarde tornou-se reitor da faculdade. De 1964 a 1984 foi Reitor da Universidade de Ottawa. Seu tio, Auguste Morisset, também foi membro do corpo docente da faculdade, tendo sido diretor de bibliotecas de 1934 a 1958 e fundador e diretor da Escola de Bibliotecas da universidade de 1958 a 1971. Foi sob a reitoria de Guindon que Morisset Hall, nomeado em homenagem a seu tio, foi inaugurado. 
Em 1968, ele recebeu o título honorário de Doutor em Direito pela Universidade de Trent.  Em 1973, foi nomeado Companheiro da Ordem do Canadá "em reconhecimento à sua contribuição para o desenvolvimento do ensino universitário".  Em 1987, ele foi premiado com a Ordem de Ontário . Em 1996, foi nomeado Oficial da Ordem Nacional de Quebec.
Guindon morreu em 17 de novembro de 2012.  Roger Guindon Hall, o núcleo do campus médico da Universidade, foi nomeado em sua homenagem em 1985. 